# Port lotniczy Tampico
Port lotniczy Tampico (IATA: TAM, ICAO: MMTM) – port lotniczy położony w Tampico, w stanie Tamaulipas, w Meksyku.